# Masi (vêtement)
Pour les articles homonymes, voir Masi.

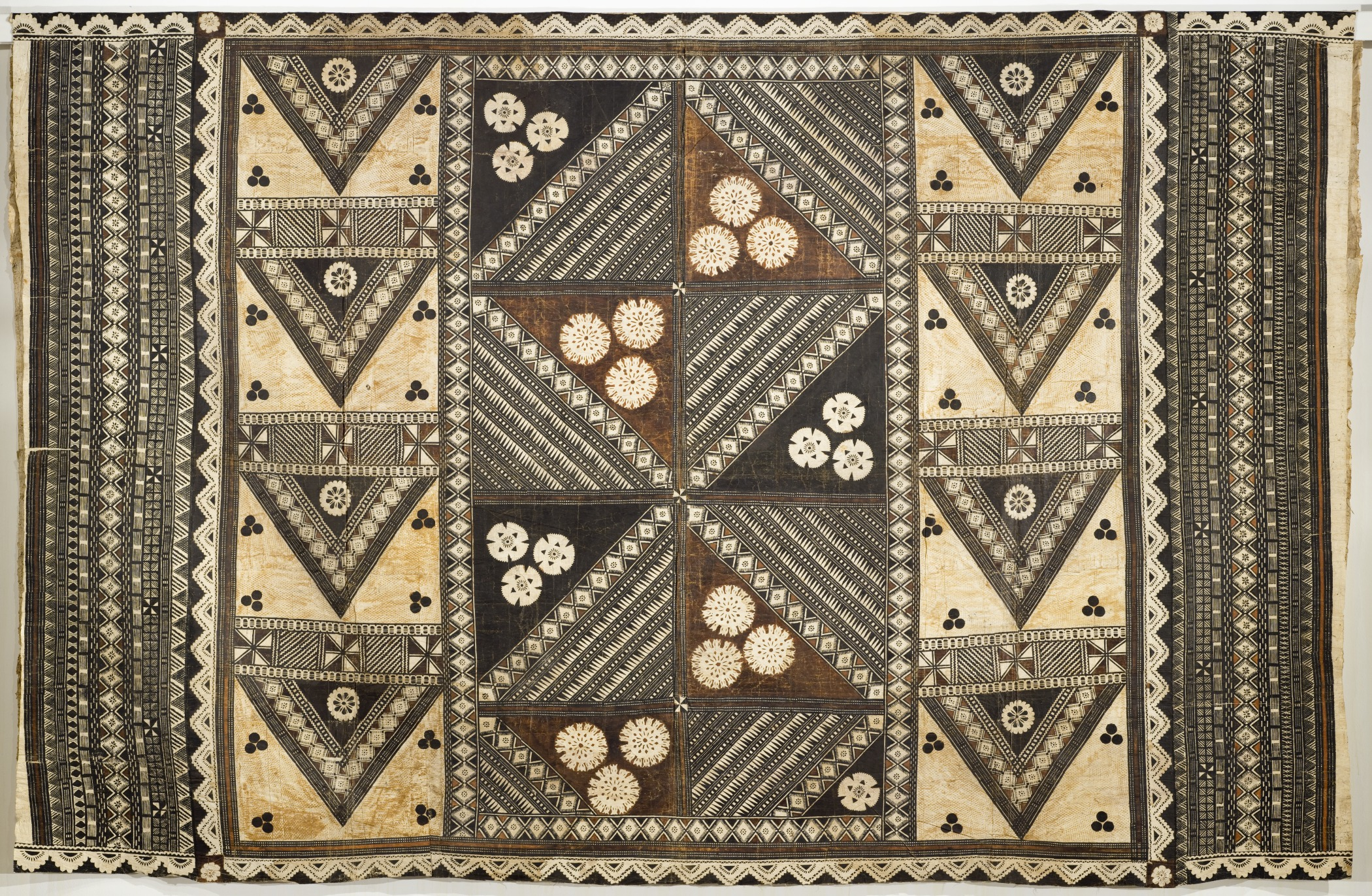
Tapa des îles Fidji.

Masi est le nom donné aux îles Fidji à des vêtements cérémoniaux tirés du mûrier à papier, auquel est également donné ce nom.
En français, on appelle généralement tapa le tissu de ces vêtements.